# Rock the Casbah
Pour les articles homonymes, voir Rock the Casbah (homonymie).
Singles de The Clash
Know Your Rights
(1982) Should I Stay or Should I Go
(1982)
Pistes de Combat Rock
Should I Stay or Should I Go Straight to Hell
Rock the Casbah est l'une des chansons les plus connues de The Clash, sortie pour la première fois en 1982 sur leur album Combat Rock. Il s'agit d'une de leurs rares chansons à avoir atteint le top 10 aux États-Unis, atteignant la 8e position du Billboard Hot 100 et elle constitue l'un des plus grands succès du groupe.

## Origines de la chanson
La chanson évoque l'interdiction de la musique rock en Iran sous l'Ayatollah Khomeini. Elle raconte l'histoire fictive de la population s'opposant à l'interdiction et « faisant rocker la Casbah » (« Rock the Casbah »), conduisant l'Ayatollah à ordonner le bombardement des fêtards par des avions de chasse (les pilotes finissant par écouter du rock par la radio de leur cockpit, au lieu d'exécuter les ordres).
Le batteur Topper Headon joue un rôle majeur dans l'écriture de la chanson. Alors qu'il se trouve seul dans les studios, il commence à composer la partie instrumentale en associant différents instruments à une mélodie qu'il a déjà imaginée au piano. Dans le documentaire Westway to the World de Don Letts, il explique que pendant ces séances de répétition, il se met à jouer de la batterie, de la basse et du piano. Il affirme que bien qu'il pensât simplement jouer son morceau pour le groupe, sa performance a été enregistrée à son insu. Par conséquent, tout ce que les autres membres ont eu à rajouter se trouve être la partie de guitare et le chant.

## Analyse
La chanson ne fait pas mention nominativement de l'Iran, ni d'un autre pays islamique. Les paroles contiennent un mélange de termes arabes, hébreux, hindis et d'Afrique du Nord tels que sharif, bédouin, sheikh, kosher, raga, muezzin et casbah,.

### Impact politique
À la suite des attaques du 11 septembre 2001, Rock the Casbah est une des chansons listées comme inappropriées par Clear Channel Communications.
En 2006, le magazine conservateur américain National Review dresse un top 50 des « chansons rock les plus conservatrices », où Rock the Casbah apparait à la 20e place du classement. Ceci est dû à sa popularité auprès des soldats durant la guerre du Golfe et la guerre d'Irak.
La chanson est encore choisie pour être diffusée à l'issue du discours d'Aléxis Tsípras célébrant la victoire historique de la gauche radicale aux élections législatives grecques  du 25 janvier 2015.

## Clip
Fidèles à leur habitude, les Clash réalisent un clip avec un budget modeste. Filmé à Austin au Texas par Don Letts, il montre un musulman, interprété par Bernie Rhodes et un juif hassidique, auquel Mark "Frothler" Helfont prête ses traits, dansant du ska à travers les rues, souvent suivis par un tatou. Ces scènes sont entrecoupés par des extraits du groupe chantant devant un puits de pétrole.
Le ton humoristique de la vidéo correspond à la chanson, bien qu'il soit facile de lire les pitreries du musulman et du juif comme un désir pour de meilleures relations entre les Israéliens et les Arabes.
Pour le tournage, Headon est en cure de désintoxication. Dans le documentaire Joe Strummer : The Future Is Unwritten, Headon admet qu'avoir visionné le clip avec « quelqu'un d'autre à ma place, jouant ma chanson » est très difficile pour lui et l'enfonce encore plus dans la dépression et la drogue.
Dans le clip, les membres du groupe, déguisés en soldats, jouent dans le désert :
- Paul Simonon en béret rouge britannique,
- Terry Chimes  en béret vert,
- Mick Jones en soldat du désert, avec le visage caché.

## Single
La version américaine du single contient un mixage différent de la chanson de l'album. La basse est plus prononcée. De même, lorsque Joe Strummer crie « Of that crazy casbah jive » à la fin du troisième couplet, le mot « jive » est suivi pendant quelques secondes par un écho.
Mustapha Dance, qui est présente sur de nombreuses sorties du single, est une version instrumentale de la chanson.
Le single a connu plusieurs sorties, toutes avec des pochettes différentes, dans différents formats et accompagnées d'une autre face B.
| Année | Face B                                     | Format        | Label                           | Pays               |
| ----- | ------------------------------------------ | ------------- | ------------------------------- | ------------------ |
| 1982  | Rock the Casbah                            | 45 tours      | Epic 34-03245                   | Canada/ États-Unis |
| 1982  | Mustapha Dance                             | 45 tours      | Epic 49-03144                   | Japon              |
| 1982  | Mustapha Dance                             | 45 tours      | CBS/Sony Records Inc. 07.5P-191 | États-Unis         |
| 1982  | Mustapha Dance                             | 45 tours      | Epic 49-03144                   | Canada             |
| 1982  | Mustapha Dance                             | 45 tours      | CBS A112479                     | Angleterre         |
| 1982  | Red Angel Dragnet                          | 45 tours      | Epic 34-03245                   | Canada             |
| 1982  | Long Time Jerk                             | 45 tours      | Epic 34-03245                   | États-Unis         |
| 1982  | Mustapha Dance                             | 45 tours      | CBS A 13-2479                   | Angleterre         |
| 1982  | Long Time Jerk                             | 45 tours      | Epic 15-05540                   | États-Unis         |
| 1991  | Mustapha Dance                             | 45 tours      | Columbia 656814-7               | Angleterre         |
| 1991  | 1. Mustapha Dance 2. The Magnificent Dance | Maxi 45 tours | Columbia 656814-6               | Angleterre         |
| 1991  | 1. Mustapha Dance 2. The Magnificent Dance | CD            | Columbia 656814-2               | Angleterre         |

## Classements
| Classement (1982–1983)           | Meilleure position |
| -------------------------------- | ------------------ |
| Australie (Kent Music Report)    | 3                  |
| Canada (50 Singles)              | 17                 |
| États-Unis (Billboard Hot 100)   | 8                  |
| États-Unis (Cash Box)            | 13                 |
| États-Unis (Hot Dance Club Play) | 8                  |
| États-Unis (Top Tracks)          | 6                  |
| France (IFOP)                    | 2                  |
| Nouvelle-Zélande (RMNZ)          | 4                  |
| Pays-Bas (Nederlandse Top 40)    | 21                 |
| Pays-Bas (Single Top 100)        | 21                 |
| Royaume-Uni (UK Singles Chart)   | 30                 |
| Suède (Sverigetopplistan)        | 16                 |

| Classement (1991)                      | Meilleure position |
| -------------------------------------- | ------------------ |
| Belgique (Flandre Ultratop 50 Singles) | 22                 |
| Belgique (Flandre VRT Top 30)          | 21                 |
| Irlande (IRMA)                         | 10                 |
| Pologne (Classements Singles)          | 16                 |
| Royaume-Uni (UK Singles Chart)         | 15                 |

| Classement (1982)             | Position |
| ----------------------------- | -------- |
| Australie (Kent Music Report) | 41       |

| Classement (1983)              | Position |
| ------------------------------ | -------- |
| États-Unis (Billboard Hot 100) | 52       |
| États-Unis (Cash Box)          | 83       |

## Reprises
Plusieurs groupes proposent leurs propres versions de Rock the Casbah :
- One Bad Pig, un groupe d'Austin au Texas, sur son album de 1992 Blow the House Down.
- Will Smith, dans Will 2K (album Willenium, 1999), réutilise une version légèrement modifiée de l'instrumental.
- Solar Twins, dont la version fait partie de la bande originale du film de 1999 Bangkok, aller simple de Jonathan Kaplan.
- Le duo japonais Tica enregistre une version sur son album No Coast (1999), samplée ensuite par Smith & Mighty[35].
- Le chanteur algérien Rachid Taha sort une version en arabe intitulée Rock el Casbah sur son album Tékitoi (2004). Chantée en duo avec Mick Jones lors de différents concerts[36], cette version connait un bon accueil de la part de la critique[37].
- Les Australiens de Something for Kate sur la compilation Like a Version 3 (2007).
- Mike Rimbaud sur l'album Put That Dream in Your Pipe and Smoke it (2014).
- Les Américains de Trust Company.

La chanson sert de générique de fin d'un épisode des Simpson (saison 9, épisode 25 – Chéri fais-mois peur). Elle apparait également dans une scène du dessin animé Sammy 2. Elle est aussi utilisée dans l'épisode 12 de la saison 1 d'American Dad (Stan d'Arabie 1re partie)